# Neville Parsons
Neville Ronsley Parsons PM es un físico australiano retirado e investigador antártico.
Parsons nació en Tasmania en 1926 y se educó en Scotch College, Launceston y las universidades de Tasmania y Melbourne.
A partir de 1949, Parsons pasó catorce años en el personal de las Expediciones Nacionales Australianas de Investigación Antártica (ANARE), pasando en 1950 en la Isla Macquarie y en 1955 en la Estación Mawson en la Antártida como físico de rayos cósmicos y aurorales, estableciendo observatorios de rayos cósmicos en cada caso. También pasó los veranos de 1961-62 y 1963-64 en la isla Macquarie participando en programas conjuntos con la Universidad de California de estudios de rayos X asociados a las auroras en globos de gran altitud.
Durante su tiempo en la estación Mawson en la Antártida, fue miembro de un grupo de cinco hombres dirigido por John Béchervaise que, a principios de enero de 1956, realizó las primeras visitas a las cordilleras Masson, David y Casey al suroeste de la estación. Mount Parsons, un pico prominente en David Range, lleva su nombre. Aparece en una de las series de sellos postales de Australia Post, emitida en 2013, que muestra montañas antárticas.
Neville Parsons recibió la Medalla Polar en 1956. Fue socio fundador del Club ANARE en 1951.
En 1964 se trasladó a la Universidad de Calgary en Canadá, donde continuó la investigación auroral, convirtiéndose en profesor de física y luego director de la Facultad de Ciencias. Regresó a Brisbane en 1978 y, en 1988, se retiró del cargo de Director de la Facultad de Educación Avanzada de Brisbane y se estableció nuevamente en su Tasmania natal.
Su primera esposa, Jean (née McKechnie), murió en 1983. Su hijo Targ vive en Hong Kong y su hija Alessandra (Sasha) vive en Brisbane. Se volvió a casar en 1986 con Jennifer (née Clifford) con quien vive en Hobart, Tasmania.